# 杰雷利内 (哈尔科夫州)
49°55′15″N 35°59′19″E / 49.92083°N 35.98861°E
杰雷利内（烏克蘭語：Джерельне），2024年9月前名为舊莫斯科夫卡（烏克蘭語：Стара Московка），是位於烏克蘭東部的村莊，由哈爾科夫州哈爾科夫區的皮索欽市鎮負責管轄。該村始建於1795年，面積0.33平方公里，2001年人口40，人口密度每平方公里121.2人。
2024年9月19日，乌克兰最高拉达将此村的名字改为杰雷利内。